# يوستاش مانجلي
يوستاش ميسان مانجلي هو لاعب كرة قدم إيفواري من ستينيات القرن الماضي، لعب كمهاجم ثم عمل كمدرب.

## مسيرته الكروية
لاعب دولي من كوت ديفوار ، شارك في كأس الأمم الأفريقية 1965 ، حيث سجل ثلاثية في مرمى الكونغو ليوبولدفيل . واحتل ساحل العاج المركز الثالث في البطولة وحصل على صدارة الهدافين برصيد ثلاثة أهداف إلى جانب الغانيين أوسي كوفي وبن أتشيمبونج . ثم شارك في كأس الأمم الأفريقية 1968 ، وسجل هدفًا في مرمى أوغندا ، لكن ساحل العاج احتلت المركز الثالث مرة أخرى في البطولة. وبينما كان لاعباً أساسياً بلا منازع في البطولة الأولى، إلا أنه لم يعد في الثانية.
على مستوى الأندية، كان لاعبًا في أسيك ميموزا في الستينيات إلى جانب لوران بوكو ، قبل أن يصبح مدربهم في عامي 1992 و1993، وفاز ببطولة ساحل العاج في عامي 1992 و1993.

## الأهداف الدولية
| أهداف المنتخب الوطني | أهداف المنتخب الوطني | أهداف المنتخب الوطني | أهداف المنتخب الوطني | أهداف المنتخب الوطني | أهداف المنتخب الوطني | أهداف المنتخب الوطني                   |
|                      | التاريخ              | المكان               | الخصم                | النتيجة              | الحصيلة              | المسابقة                               |
| -------------------- | -------------------- | -------------------- | -------------------- | -------------------- | -------------------- | -------------------------------------- |
| 1.                   | 14 نوفمبر 1965       | صفاقس (تونس)         | كونغو كينشاسا        | 1-0                  | 3-0                  | كأس الأمم الإفريقية 1965 (الدور الأول) |
| 2.                   | 14 نوفمبر 1965       | صفاقس (تونس)         | كونغو كينشاسا        | 2-0                  | 3-0                  | كأس الأمم الإفريقية 1965 (الدور الأول) |
| 3.                   | 14 نوفمبر 1965       | صفاقس (تونس)         | كونغو كينشاسا        | 3-0                  | 3-0                  | كأس الأمم الإفريقية 1965 (الدور الأول) |
| 4.                   | 16 يناير 1968        | أديس أبابا (إثيوبيا) | أوغندا               | 2-1                  | 2-1                  | كأس الأمم الإفريقية 1968 (الدور الأول) |